# Bomolocha transversalis
Bomolocha transversalis là một loài bướm đêm trong họ Noctuidae.